# Municipalità locale di uMfolozi
La municipalità locale di uMfolozi (in inglese uMfolozi Local Municipality), già municipalità locale di Mbonambi, è una municipalità locale del Sudafrica appartenente alla municipalità distrettuale di King Cetshwayo, nella provincia di KwaZulu-Natal.
In base al censimento del 2001 la sua popolazione è di 106.943 abitanti.
Il suo territorio si estende su una superficie di 1.209  km² ed è suddiviso in 13 circoscrizioni elettorali (wards). Il suo codice di distretto è KZN281.

## Geografia fisica

### Confini
La municipalità locale di uMfolozi confina a nord con quelle di Hlabisa, Mtubatuba (Umkhanyakude), a est con l'Oceano Indiano, a sud con quella di uMhlathuze e a ovest con quella di Ntambanana.

### Città e comuni
- Dondotsha
- Kwa Mbonambi
- Kwambonambi Forest Reserve
- Mapelane Nature Reserve
- Mhlana
- Mposa
- Sokhulu
- Teza

### Fiumi
- Mfolozi
- Msunduzi
- Mvamanzi
- Mavuya
- Nseleni
- Nsezi